# Pseudobroeckinella
Pseudobroeckinella es un género de foraminífero bentónico de la familia Meandropsinidae, de la superfamilia Soritoidea, del suborden Miliolina y del orden Miliolida. Su especie tipo es Pseudobroeckinella soumoulouensis. Su rango cronoestratigráfico abarca el Santoniense (Cretácico superior).

## Clasificación
Pseudobroeckinella incluye a las siguientes especies:
- Pseudobroeckinella soumoulouensis †